# Ciència Cristiana

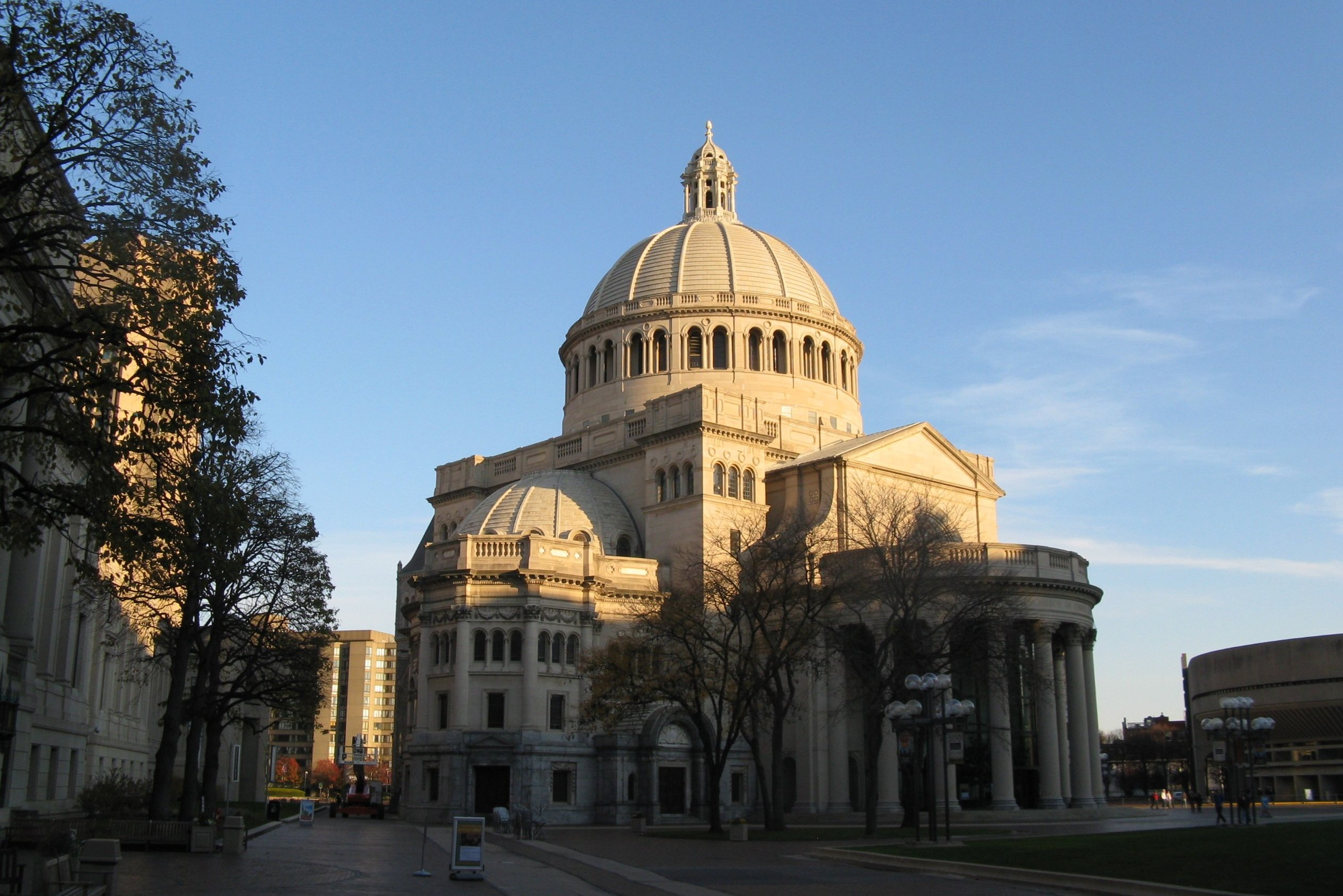

Ciència Cristiana és una religió fundada per Mary Baker Eddy, que la defineix com "la llei de Déu, la llei del bé, interpretant i demostrant el Principi diví i el govern d'harmonia universal."
En les congregacions de la Ciència Cristiana no hi ha pastors ni altres oficials com n'hi ha a les denominacions religioses tradicionals, sinó solament lectors i practicants. Els seus serveis religiosos són senzills; els celebren els diumenges i consisteixen en una lectura en veu alta de parts de la Bíblia i el llibre Ciència i Salut. Dos lectors s'alternen en fer tal lectura, els quals són escollits pels membres locals. El practicant és un que ora pels que demanen oracions a favor d'ells. Per ser-ho, l'Església Mare de Boston ha de donar la seva aprovació oficial.